# Arrêté de péril

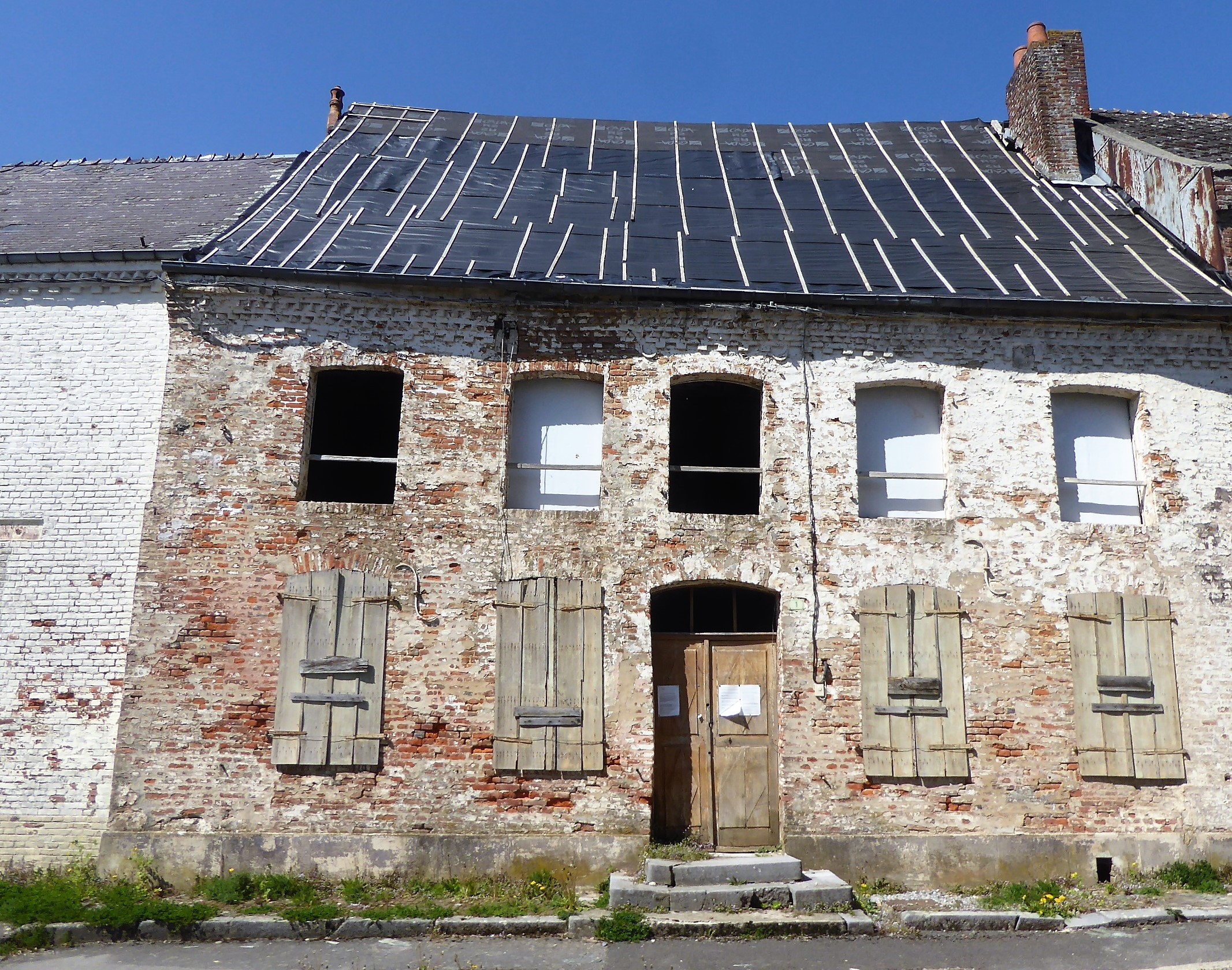
Maison frappée d'un arrêté de péril à Plomion

Un arrêté de péril est un acte administratif pris par le maire lorsqu'un immeuble présente un danger en raison de son état.
Cette procédure qui vise à protéger les occupants, les voisins ou les passants prend en compte la solidité du bâti et non son état d'insalubrité, celui-ci pouvant faire l’objet d’une procédure distincte, les deux pouvant coexister.

## Procédure
Le maire met en demeure par courrier enjoignant au propriétaire, aux copropriétaires ou le cas échéant au syndic de propriété d’effectuer les travaux dans un délai fixé donnant lieu à paiement d’une astreinte d’un montant maximum de 1 000 euros par jour. En cas de non-exécution des travaux, le maire peut les prendre à sa charge et en demander le remboursement augmenté des intérêts de retard et des pénalités d’astreinte. Le péril peut être qualifié d'imminent ou de non-imminent.
Le refus des propriétaires ou du syndic peut donner lieu à des poursuites pénales. Lorsque les travaux ont été effectués, le maire prononce la mainlevée de l’arrêté de péril. Les plus vieux arrêtés de péril non levés peuvent dater de plusieurs dizaines d'années.
En  cas de danger particulièrement important, le maire doit saisir le tribunal administratif pour qu’il nomme un expert chargé de constater dans les 24 heures, le péril imminent ou ordinaire. Le maire peut demander la démolition d’un élément de construction dont l’écroulement pourrait présenter un danger.
Le loyer cesse d'être dû à compter du 1er jour du mois qui suit l'envoi de l'arrêté de péril. Le locataire peut demander le remboursement rétroactif des loyers. Lorsque le maire ordonne l’éviction des occupants, le propriétaire doit prendre en charge le relogement des locataires.
Les immeubles en péril dans certaines agglomérations sont souvent des logements insalubres, pourtant parfois loués irrégulièrement avec un loyer très élevé. A Ivry-sur-Seine, plus d'une vingtaine d'arrêtés sont ainsi pris chaque année. Dans les zones rurales et des régions en déclin démographique, il s’agit généralement de maisons abandonnées de longue date.